# Rhopocichla atriceps
Rhopocichla atriceps là một loài chim trong họ Timaliidae.